# 無名抄
《無名抄》，日本鎌倉時代和歌歌論書，又名《長明無名抄》、《無名密抄》。
由鴨長明所著，具體成書時間不詳，但應在建曆元年（1211年）十月以後，不晚於鴨長明去世的1216年。全書只有1卷，分為80個段落。由於後人對內容有所增刪，現存並有六種版本。
歌論方面記述了幽玄論、題詠論等不同和歌技術的理論。另外，又以隨筆的筆風，大量提及前人逸話和同時代歌人的和歌論評。其逸話的內容被後世《醒睡笑》一書收錄。

## 相關書目
- 『馬場あき子と読む鴨長明無名抄』短歌研究社、2011年。ISBN 9784862722324（日語）

## 外部連結
- 無名抄の部屋（日語）
- 新古今和歌集の部屋 - 歌論ズベカラズ：無名抄、後鳥羽院御口伝 （页面存档备份，存于）（日語）